# معركة تيسينيوس
دارت  معركة تيسينيوس (بالإنجليزية: Battle of Ticinus)‏ خلال الحرب البونيقية الثانية بين القرطاجيين بقيادة حنبعل والرومان بقيادة بابليوس سكيبيو في عام 218 ق.م، على ضفاف نهر تيسينو بالقرب من مدينة فيدجيفانو. كانت هذه المعركة أول معركة في الحرب ضد الرومان في إيطاليا.
كانت هذه المعركة بين فرسان الجيشين، وكانت من السرعة بحيث أن رماة الرماح رماة الرومان لم يلبثوا أن رموا رميتهم الأولى حتى كانوا في قلب ميدان المعركة، مما تسبب في هزيمة الرومان. أصيب سكيبيو ونجا بالكاد بحياته، عندما أنقذه إبنه ذو الثمانية عشر عاماً، والذي أشتهر في وقت لاحق بسكيبيو الإفريقي.

## التحضير للمعركة
في عام 226 ق.م، وقع القرطاجيون والرومان على معاهدة أبرة والتي تحديد الحد الفاصل بين أماكن سيطرة الطرفين في أيبيريا. إتخذت المعاهدة من نهر أبرة حداً بين الطرفين، على أن تكون السيطرة شمال النهر للرومان وجنوبه للقرطاجيين. عقد الرومان معاهدة منفصلة مع مدينة ساغونتو الواقعة جنوب النهر.
في عام 219 ق.م، بعد إخضاع جميع قبائل الأيبيرية جنوب النهر، حاصر حنبعل ساغونتو مع 150,000 رجل. وبعد عدة أشهر من الحصار، أرسلت المدينة مبعوثين إلى روما لطلب المساعدة. أرسل مجلس الشيوخ الروماني مبعوثين إلى حنبعل في ساغونتو للمطالبة برفع الحصار، إلا أنه رفض. أبحر المبعوثان الرومان إلى قرطاجنة لتقديم شكوى لمجلس الشيوخ القرطاجي لانتهاك المعاهدة، مع طلب القبض على حنبعل وتسليمه إلى روما. رفضت أيضاً الشكوى، وعاد المبعوثان إلى روما في الوقت الذي وردت فيه الأنباء عن سقوط ساغونتو. وهكذا، أعلن الرومان الحرب على القرطاجيين، وأعدوا جيشاً لقتال حنبعل في أيبيريا بقيادة بابليوس سكيبيو، ورحل آخر بقيادة تيبيريوس لونجيوس إلى صقلية استعداداً لمهاجمة إفريقية.
علم حنبعل بنوايا الرومان، فاختار أن يقاتلهم في إيطاليا بدلاً من أيبيريا. قطع حنبعل رحلة شاقة قدرها حوالي 1,600 كيلومتر من قرطاجنة الجديدة إلى إيطاليا في 5 أشهر مع 38,000 جندي مشاه و 8,000 فارس وعدداً من الفيلة. تاركاً شقيقه صدربعل برقا قائداً للقرطاجيين في هسبانيا.
استطاع حنبعل وجيشه تجنب مواجهة جيش سكيبيو في بلاد الغال، واستكمل مسيرته نحو جبال الألب. حين أدرك بابليوس سكيبيو ذلك، أعطى قيادة الجيش لشقيقه جنايوس، وأمره بأن يستكمل رحلته نحو هسبانيا. أسرع بابليوس سكيبيو بالعودة على متن سفينة إلى بيزا، ليعد العدة لمواجهة حنبعل بعد عبوره لجبال الألب.
وصل حنبعل إلى شمال إيطاليا مع 12,000 جندي مشاة إفريقي و 8,000 جندي مشاة أيبيري و 6,000 فارس، كما نجا الكثير من الفيلة. استطاع حنبعل عقد تحالفات مع قبائل الليغوريين والغاليين التي تسكن شمال إيطاليا، ليصل جيشه إلى 80,000 من المشاة و 10,000 فارس.
عبر بابليوس سكيبيو نهر بو، وسار يبحث عن حنبعل، كما أرسل إلى تيبيريوس لونجيوس ليعود من صقلية لمساعدته.

## المعركة
في اليوم السابق للمعركة، عسكر سكيبيو في بياتشينزا على الضفة اليمنى لنهر بو، وقرر بناء جسر للوصول إلى الضفة اليسرى. قرر سكيبيو وضع المعابر في تيسينيوم لحماية الجسر الجديد حيث الضفة الأخرى ذات مستنقعات حيث لا مكان للقرطاجيين ليعسكروا. كان تحت إمرة سكيبيو ثلاثة فيالق، من الروم وحلفائهم، نحو 20,000 رجل، بالإضافة إلى 900 فارس و 2,000 فارس غاليين و 1,000 فارس من حلفائهم، أي ما يقرب من 4,000 فارس. بينما عسكر حنبعل على ضفاف نهر بو.
لم يكن القائدان يعرفان أماكن معسكرات بعضهما البعض. وفي اليوم التالي، تمكن فرسان الطرفين من تحديد أماكنهم. قرر كلا القائدان استخدام التكتيك نفسه بالاشتباك بالفرسان. جهز حنبعل 6,000 فارس وهم غالبية فرسانه الذين بقوا معه بعد عبور جبال الألب، في حين جهز سكيبيو كل فرسانه وعدد قليل من رماة الرماح. أخطأ سكيبيو حين استخدم الرماة وكاد ذلك يكلفه حياته.
عندما تواجه الفريقان، حفّز حنبعل قواته من أجل الفوز، عندما وعدهم بأراضٍ معفاة من الضرائب في إيطاليا وهسبانيا وإفريقية، وبالمواطنة القرطاجي لحلفائه والحرية لجميع العبيد. قام حنبعل بصفّ فرسانه الإفريقيين في الوسط والنوميديين في الأجنحة. بينما قام سكيبيو بصفّ فرسانه كالمشاة في خط ثابت، وجعل فرسانه الغاليين في المقدمة مخفياً خلفهم صفاً من رماة الرماح الذين سيوجّهون وابلاً من الرماح للعدو ومن ثم التراجع إلى الخلف.
أدرك حنبعل أن الرماة سيلقون برماحهم الأولى ثم يفرون إلى الخلف، فأمر فرسانه الأفارقة بمهاجمة الفرسان الرومان في الوقت الذي سيفر فيه الرماة حيث أنهم سيعيقوا حركة الرومان. وعندئذ، إضطر بعض الفرسان الرومان للترجل والقتال كالمشاة، فكان التفوق للقرطاجيين. أصيب سكيبيو، لكن مجموعة من الفرسان أحاطوه للدفاع عنه.

## النتائج
- انهزم الرومان أمام القرطاجيين، وأصيب بابليوس سكيبيو ولكنه نجا بصعوبة من المعركة.
- تمكن حنبعل من مواصلة زحفه نحو روما.
- شجع الانتصار بعض القبائل الغاليّة على التحالف مع القرطاجيين.[3]